# ژان پی‌یر شانژو
ژان پیر شانژو (فرانسوی: Jean-Pierre Changeux‎؛ زادهٔ ۶ آوریل ۱۹۳۶) دانشمند در زمینه علوم اعصاب اهل فرانسه است.
او همچنین برنده جوایزی همچون «لژیون دونور (صلیب بزرگ)» شده‌است.